# Suite burlesque
La Suite burlesque est une suite pour piano à quatre mains de la compositrice française Germaine Tailleferre, écrite en 1980.

## Contexte et création
La Suite burlesque est une des dernières œuvres de la compositrice, puisqu'elle meurt trois ans après avoir achevé sa partition. Elle dédie la suite à Annick Morice.

## Structure
L'œuvre se compose de six mouvements :
1. Dolente
2. Pimpante
3. Mélancolique
4. Barcarolle
5. Fringante
6. Bondissante